# Orixe
Nikolas Ormaetxea ou Orixe, né le 6 décembre 1888 à Orexa et mort le 9 août ou le 9 octobre 1961 à Añorga, est un écrivain et académicien basque espagnol de langue basque.

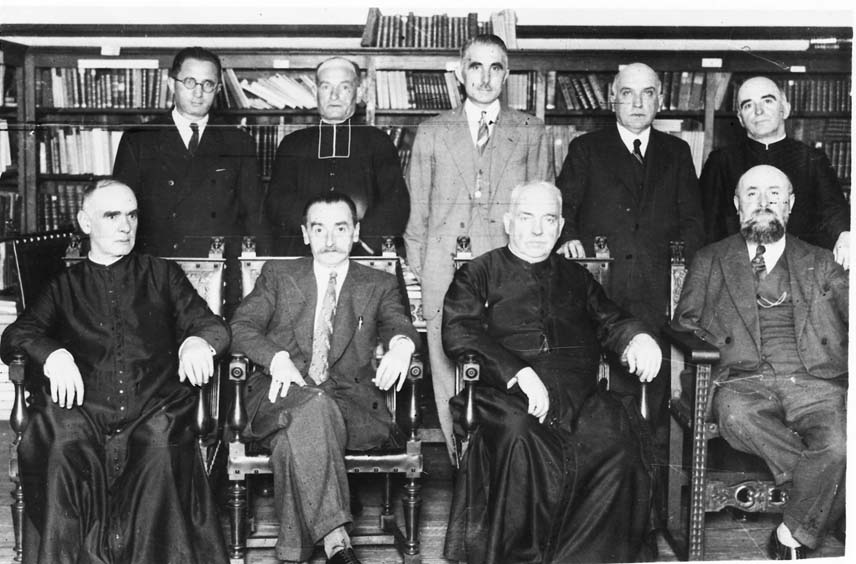
Réunion à l'Euskaltzaindia en 1927. Debout : Orixe, Jean Elizalde, Seber Altube, Julio Urkixo et Erramun Olabide. Assis : Juan Bautista Eguzkitza, Bonifazio Etxegarai, Resurreccion Maria Azkue et Georges Lacombe.

## Publications
Nouvelle
- Santa Cruz apaiza, 1929, Leizaola.

Essais
- Euskal literaturaren atze edo edesti laburra, 1927, Euskal-Esnalea aldizkaria ;
- Jainkoaren billa, 1971, Gero ;
- Euskal literaturaren historia laburra, 2002, Utriusque Vasconiae.

Poésies
- Eusko Olerkiak, 1933, Euskaltzaleak ;
- Barne-muinetan, 1934, Itxaropena ;
- Euskaldunak, 1950, Itxaropena ;
- Euskaldunak, poema eta olerki guziak, 1972, Auñamendi ;
- XX. mendeko poesia kaierak - Orixe, 2000, Susa : Koldo Izagirreren edizioa.

Journal
- Leoi-kumea, 1948, La Photolith.

Traductions
- Tormesko itsu-mutilla, 1929, Verdes-Atxirika ;
- Mireio ; Frédéric Mistral, 1930, Verdes-Atxirika.

Scénario
- Mamutxak, 1962, Euskal Herria.

Mémoire
- Quiton arrebarekin, 1950–1954, Euzko-Gogoa aldizkaria ;

Collections
- Idazlan guztiak, sorkuntzazkoak , 1991, Etor ;
- Orixe hautatua, 2002, Hiria.